# Immanuel Wallerstein
Immanuel Maurice Wallerstein (n. 28 septembrie 1930, New York City, New York, SUA – d. 31 august 2019, Branford⁠(d), Connecticut, SUA) a fost un politolog, istoriograf și sociolog american, cunoscut pentru critica sa la adresa capitalismului numită teoria sistemului mondial.